# Radeon RX 400 (серія відеокарт)
Radeon RX 400 - серія відеокарт, що виробляються структурним підрозділом компанії Advanced Micro Devices. Ці відеокарти були першими на чипі Polaris, використовували техпроцес 14 нм FinFET, виробництва GlobalFoundries за ліцензією Samsung Electronics. До сімейства Polaris спочатку включалися два нові чипи із сімейства Graphics Core Next (GCN): Polaris 10 та Polaris 11. Polaris реалізує четверте покоління набору інструкцій Graphics Core Next.

## Нововведення
Ця серія заснована на архітектурі GCN четвертого покоління. Він включає в себе нові апаратні планувальники,  новий примітивний прискорювач відкидання, новий контролер дисплея і оновлений UVD, який може декодувати HEVC з роздільною здатністю 4K зі швидкістю 60 кадрів на секунду з 10 бітами на колірний канал. 8 грудня 2016 року AMD випустила драйвери Crimson ReLive (версія 16.12.1), завдяки яким графічні процесори GCN підтримують прискорення декодування VP9 до 4K при 60 Гц і в поєднані з підтримкою Dolby Vision і HDR10.

### Новий чип "Polaris"
Polaris 10 має 2304 потокових процесора на 36 обчислювальних блоках (CU) і підтримує до 8 ГБ пам’яті GDDR5 на 256-бітному інтерфейсі пам’яті. Графічний процесор замінює середній сегмент Tonga лінійки Radeon M300. За словами AMD, їхньою основною метою дизайну Polaris була енергоефективність: спочатку планувалося, що Polaris 10 буде чипом середнього класу, який буде представлений в RX 480, з TDP близько 110-135 Вт  в порівнянні з його попередник R9 380, який має TDP 190 Вт. Незважаючи на це, очікувалося, що чип Polaris 10 працюватиме в останніх іграх DirectX 12 «з роздільною здатністю 1440p зі стабільними 60 кадрами в секунду».
Polaris 11, з іншого боку, має замінити графічний процесор «Curacao», який працює на різних картах низького та середнього класу. Він має 1024 потокових процесора на 16 CU разом із до 4 ГБ пам’яті GDDR5 на 128-бітному інтерфейсі пам’яті. Polaris 11 має TDP 75 Вт.

### OpenCL (API)
OpenCL прискорює багато наукових пакетів програмного забезпечення від процесора до фактора 10 або 100 і більше. OpenCL від 1.0 до 1.2 підтримуються для всіх мікросхем з Terascale і GCN. OpenCL 2.0 підтримується GCN 2-го покоління (або 1.2 і вище). Для OpenCL 2.1 та 2.2 необхідні лише оновлення драйверів із картами, що відповідають OpenCL 2.0. 

### Vulkan (API)
API Vulkan 1.0 підтримується для всіх карт архітектури GCN. Для Vulkan 1.2 потрібен GCN 2-го покоління або вище з драйверами Adrenalin 20.1 і Linux Mesa 20.0 і новіших версій.

### Іменування
Префікс RX використовується для карт, які забезпечують продуктивність понад 1,5 терафлопс і пропускну здатність пам’яті 80 ГБ/с (зі стисненням пам’яті) і досягають принаймні 60 кадрів в секунду при 1080p в популярних іграх, таких як Dota 2 і League of Legends. Інакше його буде пропущено. Як і попередні покоління, перша цифра в номері позначає покоління (в даному випадку 4), а друга цифра в номері відноситься до рівня карти, яких шість. Рівень 4, найслабший рівень у серії 400, не матиме префікса RX і матиме 64-розрядну шину пам’яті. Рівні 5 і 6 будуть мати як карти з префіксом RX, так і без префікса RX, що вказує на те, що, хоча обидві вони будуть мати 128-бітну шину пам’яті та орієнтовані на ігри 1080p, останні не досягнуть 1,5 терафлопс продуктивності. . Кожен з рівнів 7 і 8 матиме 256-бітну шину пам’яті і продаватиметься як карти 1440p. Найвищий рівень, рівень 9, матиме шину пам’яті більше 256 біт і буде націлений на ігри 4K. Нарешті, третя цифра вказує, чи перебуває карта в першій чи другій редакції з 0 чи 5 відповідно. Тому, наприклад, RX 460 вказує, що він має продуктивність щонайменше 1,5 терафлопс, пропускну здатність пам’яті 100 ГБ/с, має 128-бітну шину пам’яті і зможе досягти 60 кадрів в секунду в згаданих раніше іграх при 1080p.

## Модельний ряд
- Підтримувані стандарти відображення: DisplayPort 1.4 HBR, HDMI 2.0b, колір HDR10 [19]
- Dual-Link DVI-D і DVI-I з роздільною здатністю до 4096×2304 також підтримуються, незважаючи на відсутність портів на еталонних картах.

### Настільні моделі
| Модель (кодове ім'я)           | Дата виходу і ціна                             | Архітектура і техпроцес   | Транзистори і площа ядра | Ядро              | Ядро          | Швидкість заповнення | Швидкість заповнення | GFLOPS    | GFLOPS   | Пам'ять            | Пам'ять     | Пам'ять        | Пам'ять                    | TBP (Вт) | Інтерфейс вводу-виводу |
| Модель (кодове ім'я)           | Дата виходу і ціна                             | Архітектура і техпроцес   | Транзистори і площа ядра | Конфігурація      | Частота (МГц) | ГТ/с                 | ГП/с                 | Одинарна  | Подвійна | Тип і ширина       | Об'єм (ГіБ) | Частота (МТ/с) | Пропускна здатність (Гб/с) | TBP (Вт) | Інтерфейс вводу-виводу |
| ------------------------------ | ---------------------------------------------- | ------------------------- | ------------------------ | ----------------- | ------------- | -------------------- | -------------------- | --------- | -------- | ------------------ | ----------- | -------------- | -------------------------- | -------- | ---------------------- |
| Radeon R5 430 (Oland Pro)      | 30 червня 2016 OEM                             | GCN 1 28 нм               | 1040×106 90 мм2          | 384:24:8 6 CU     | 730 780       | 17.52 18.72          | 5.84 6.24            | 560 599   | 37.4 40  | DDR3 GDDR5 128-біт | 1 2         | 1800 4500      | 28.8 72                    | 50       | PCIe 3.0 ×8            |
| Radeon R5 435 (Oland)          | 30 червня 2016 OEM                             | GCN 1 28 нм               | 1040×106 90 мм2          | 320:20:8 5 CU     | 1030          | 20.6                 | 8.24                 | 659       | 41.2     | DDR3 64-біт        | 2           | 2000           | 16                         | 50       | PCIe 3.0 ×8            |
| Radeon R7 430 (Oland Pro)      | 30 червня 2016 OEM                             | GCN 1 28 нм               | 1040×106 90 мм2          | 384:24:8 6 CU     | 730 780       | 17.52 18.72          | 5.84 6.24            | 560 599   | 37.4 40  | DDR3 GDDR5 128-біт | 1 2 4       | 1800 4500      | 28.8 72                    | 50       | PCIe 3.0 ×8            |
| Radeon R7 435 (Oland)          | 30 червня 2016 OEM                             | GCN 1 28 нм               | 1040×106 90 мм2          | 320:20:8 5 CU     | 920           | 18.4                 | 7.36                 | 589       | 36.8     | DDR3 64-біт        | 2           | 2000           | 16                         | 50       | PCIe 3.0 ×8            |
| Radeon R7 450 (Cape Verde Pro) | 30 червня 2016 OEM                             | GCN 1 28 нм               | 1500×106 123 мм2         | 512:32:16 8 CU    | 1050          | 33.6                 | 16.8                 | 1075      | 65.2     | GDDR5 128-біт      | 2           | 4500           | 72                         | 65       | PCIe 3.0 ×16           |
| Radeon RX 455 (Bonaire Pro)    | 30 червня 2016 OEM                             | GCN 2 28 нм               | 2080×106 160 мм2         | 768:48:16 12 CU   | 1050          | 50.4                 | 16.8                 | 1613      | 100.8    | GDDR5 128-біт      | 2           | 6500           | 104                        | 100      | PCIe 3.0 ×16           |
| Radeon RX 460 (Baffin)         | 8 серпня 2016 $109 USD(2 GB) $139 USD(4 GB)    | GCN 4 Samsung/GloFo 14LPP | 3000×106 123 мм2         | 896:56:16 14 CU   | 1090 1200     | 61 67.2              | 17.4 19.2            | 1953 2150 | 122 132  | GDDR5 128-біт      | 2 4         | 7000           | 112                        | <75      | PCIe 3.0 ×8            |
| Radeon RX 470D (Ellesmere)     | 21 жовтня 2016 CNY ¥1299 (тільки в Китаї)      | GCN 4 Samsung/GloFo 14LPP | 5700×106 232 мм2         | 1792:112:32 28 CU | 926 1206      | 103.7 135.1          | 29.6 38.6            | 3319 4322 | 207 270  | GDDR5 256-біт      | 4           | 7000           | 224                        | 120      | PCIe 3.0 ×16           |
| Radeon RX 470 (Ellesmere Pro)  | 4 серпня 2016 $179 USD                         | GCN 4 Samsung/GloFo 14LPP | 5700×106 232 мм2         | 2048:128:32 32 CU | 926 1206      | 118.5 154.4          | 29.6 38.6            | 3793 4940 | 237 309  | GDDR5 256-біт      | 4 8         | 6600           | 211                        | 120      | PCIe 3.0 ×16           |
| Radeon RX 480 (Ellesmere XT)   | 29 червня 2016 $199 USD (4 ГБ) $239 USD (8 ГБ) | GCN 4 Samsung/GloFo 14LPP | 5700×106 232 мм2         | 2304:144:32 36 CU | 1120 1266     | 161.3 182.3          | 35.8 40.5            | 5161 5834 | 323 365  | GDDR5 256-біт      | 4 8         | 7000 8000      | 224 256                    | 150      | PCIe 3.0 ×16           |

1. 1 2 3  Значення підсилене (якщо є) наведено під базовим значенням курсивом
2. ↑  Швидкість заповнення текстури розраховується як кількість блоків відображення текстури, помножена на базову (або прискорюючу) тактову частоту ядра.
3. ↑  Швидкість заповнення пікселів розраховується як кількість вихідних одиниць візуалізації, помножена на базову (або прискорюючу) тактову частоту ядра.
4. ↑  Точна продуктивність розраховується на основі базової (або розширеної) тактової частоти ядра на основі операції FMA.
5. ↑  Уніфіковані шейдери : Текстурні блоки : Блоки растеризації :  Обчислювальні одиниці (CU)
6. ↑  GlobalFoundries' 14 нм 14LPP FinFET процес вироблявся за другим-джерелом від Samsung Electronics.[33]

### Мобільні відеочипи
| Модель (кодове ім'я)          | Дата виходу    | Архітектура і техпроцес | Ядро         | Ядро          | Швидкість заповнення | Швидкість заповнення | GFLOPS    | Пам'ять       | Пам'ять     | Пам'ять       | Пам'ять                    | TDP (Вт) |
| Модель (кодове ім'я)          | Дата виходу    | Архітектура і техпроцес | Конфігурація | Частота (МГц) | ГТ/с                 | ГП/с                 | GFLOPS    | Тип і ширина  | Об'єм (ГіБ) | Частота (МГц) | Пропускна здатність (Гб/с) | TDP (Вт) |
| ----------------------------- | -------------- | ----------------------- | ------------ | ------------- | -------------------- | -------------------- | --------- | ------------- | ----------- | ------------- | -------------------------- | -------- |
| Radeon R5 M420 (Jet Pro)      | 15 травня 2016 | GCN 1 28 нм             | 320:20:8     | 780 855       | 15.6 17.1            | 6.24 6.84            | 499 547   | DDR3 64-біт   | 2           | 1000          | 16.0                       | ~20      |
| Radeon R5 M430 (Exo Pro)      | 15 травня 2016 | GCN 1 28 нм             | 320:20:8     | 1030 ?        | 20.6                 | 8.2                  | 659.2     | DDR3 64-біт   | 2           | 1000          | 14.4                       | 18       |
| Radeon R7 M435 (Jet Pro)      | 15 травня 2016 | GCN 1 28 нм             | 320:20:8     | 780 855       | 15.6 17.1            | 6.24 6.84            | 499 547   | GDDR5 64-біт  | 4           | 1000          | 32                         | ~20      |
| Radeon R7 M440 (Meso Pro)     | 15 травня 2016 | GCN 1 28 нм             | 320:20:8     | 1021 ?        | 20.4                 | 8.17                 | 653       | DDR3 64-біт   | 4           | 1000          | 16                         | ~20      |
| Radeon R7 M445 (Meso Pro)     | 14 травня 2016 | GCN 1 28 нм             | 320:20:8     | 780 920       | 15.6 18.4            | 6.24 7.36            | 499 589   | GDDR5 64-біт  | 4           | 1000          | 32                         | ~20      |
| Radeon R7 M460 (Meso XT)      | Квітень 2016   | GCN 1 28 нм             | 384:24:8     | 1100 1125     | 26.4 27.0            | 8.8 9.00             | 844 864   | DDR3 64-біт   | 2           | 900           | 14.4                       | Невідомо |
| Radeon RX 460 (Baffin)        | Серпень 2016   | GCN 4 14 нм             | 896:56:16    | Невідомо      | Невідомо             | Невідомо             | Невідомо  | GDDR5 128-біт | 2           | 1750          | 112                        | 35       |
| Radeon R7 M465 (Litho XT)     | Травень 2016   | GCN 1 28 нм             | 384:24:8     | 825 960       | 19.8 23.0            | 6.6 7.68             | 634 737   | GDDR5 128-біт | 4           | 1150          | 32                         | Невідомо |
| Radeon R7 M465X (Tropo XT)    | Травень 2016   | GCN 1 28 нм             | 512:32:16    | 900 925       | 28.8 29.6            | 14.4 14.80           | 921 947   | GDDR5 128-біт | 4           | 1125          | 72                         | Невідомо |
| Radeon R9 M470 (Strato Pro)   | Травень 2016   | GCN 2 28 нм             | 768:48:16    | 900 1000      | 43.2 48.0            | 14.4 16.00           | 1382 1536 | GDDR5 128-біт | 4           | 1500          | 96                         | ~75      |
| Radeon R9 M470X (Strato XT)   | Травень 2016   | GCN 2 28 нм             | 896:56:16    | 1000 1100     | 56.0 61.6            | 16.00 17.60          | 1792 1971 | GDDR5 128-біт | 4           | 1500          | 96                         | ~75      |
| Radeon RX 470 (Ellesmere Pro) | Серпень 2016   | GCN 4 14 нм             | 2048:128:32  | Невідомо      | Невідомо             | Невідомо             | Невідомо  | GDDR5 256-біт | 4           | 1650          | 211                        | 85       |
| Radeon RX 480M (Baffin)       | Невідомо       | GCN 4 14 нм             | 1024:xx:xx   | Невідомо      | Невідомо             | Невідомо             | Невідомо  | GDDR5 128-біт | Невідомо    | Невідомо      | Невідомо                   | 35       |
| Radeon R9 M485X (Antigua XT)  | Травень 2016   | GCN 3 28 нм             | 2048:128:32  | 723           | 92.5                 | 23.14                | 2961      | GDDR5 256-біт | 8           | 1250          | 160                        | ~100     |

1. 1 2 3  Значення підсилене (якщо є) наведено під базовим значенням курсивом.
2. ↑  Швидкість заповнення текстури розраховується як кількість блоків відображення текстури, помножена на базову (або прискорюючу) тактову частоту ядра.
3. ↑  Швидкість заповнення пікселів розраховується як кількість вихідних одиниць візуалізації, помножена на базову (або прискорюючу) тактову частоту ядра.
4. ↑  Точна продуктивність розраховується на основі базової (або розширеної) тактової частоти ядра на основі операції FMA.
5. ↑  Уніфіковані шейдери : Текстурні блоки : Блоки растеризації

## Особливості розвитку серії Radeon
| Назва серії відеокарт             | Wonder            | Mach              | 3D Rage           | Rage Pro          | Rage 128          | R100              | R200                                    | R300                                    | R400                                    | R500                                    | R600                             | RV670                            | R700                             | Evergreen                          | Northern Islands                   | Southern Islands                 | Sea Islands                                                     | Volcanic Islands                                                | Arctic Islands/Polaris                                          | Vega                                                            | Navi                                  | Navi 2X                               |         |
| --------------------------------- | ----------------- | ----------------- | ----------------- | ----------------- | ----------------- | ----------------- | --------------------------------------- | --------------------------------------- | --------------------------------------- | --------------------------------------- | -------------------------------- | -------------------------------- | -------------------------------- | ---------------------------------- | ---------------------------------- | -------------------------------- | --------------------------------------------------------------- | --------------------------------------------------------------- | --------------------------------------------------------------- | --------------------------------------------------------------- | ------------------------------------- | ------------------------------------- | ------- |
| Дата виходу                       | 1986              | 1991              | 1996              | 1997              | 1998              | квітень 2000      | серпень 2001                            | вересень 2002                           | травень 2004                            | жовтень 2005                            | травень 2007                     | листопад 2007                    | липень 2008                      | вересень 2009                      | жовтень 2010                       | січень 2012                      | вересень 2013                                                   | червень 2015                                                    | червень 2016                                                    | червень 2017                                                    | липень 2019                           | листопад 2020                         |         |
| Маркетингова назва                | Wonder            | Mach              | 3D Rage           | Rage Pro          | Rage              | Radeon 7000       | Radeon 8000                             | Radeon 9000                             | Radeon X700/X800                        | Radeon X1000                            | Radeon HD 1000/2000              | Radeon HD 3000                   | Radeon HD 4000                   | Radeon HD 5000                     | Radeon HD 6000                     | Radeon HD 7000                   | Radeon Rx 200                                                   | Radeon Rx 300                                                   | Radeon RX 400/500                                               | Radeon RX Vega/Radeon VII (7 нм)                                | Radeon RX 5000                        | Radeon RX 6000                        |         |
| Підтримується AMD                 | Ended             | Ended             | Ended             | Ended             | Ended             | Ended             | Ended                                   | Ended                                   | Ended                                   | Ended                                   | Ended                            | Ended                            | Ended                            | Ended                              | Ended                              | Ended                            | Ended                                                           | Ended                                                           | Current                                                         | Current                                                         | Current                               | Current                               | Current |
| Вид графіки                       | 2D                | 2D                | 3D                | 3D                | 3D                | 3D                | 3D                                      | 3D                                      | 3D                                      | 3D                                      | 3D                               | 3D                               | 3D                               | 3D                                 | 3D                                 | 3D                               | 3D                                                              | 3D                                                              | 3D                                                              | 3D                                                              | 3D                                    | 3D                                    |         |
| Архітектура                       | Не розголошується | Не розголошується | Не розголошується | Не розголошується | Не розголошується | Не розголошується | Не розголошується                       | Не розголошується                       | Не розголошується                       | Не розголошується                       | TeraScale система команд         | TeraScale система команд         | TeraScale система команд         | TeraScale система команд           | TeraScale система команд           | GCN система команд               | GCN система команд                                              | GCN система команд                                              | GCN система команд                                              | GCN система команд                                              | RDNA система команд                   | RDNA система команд                   |         |
| Мікроархітектура                  | Не розголошується | Не розголошується | Не розголошується | Не розголошується | Не розголошується | Не розголошується | Не розголошується                       | Не розголошується                       | Не розголошується                       | Не розголошується                       | TeraScale 1                      | TeraScale 1                      | TeraScale 1                      | TeraScale 2 (VLIW5)                | TeraScale 3 (VLIW4)                | GCN 1st gen                      | GCN 2nd gen                                                     | GCN 3rd gen                                                     | GCN 4th gen                                                     | GCN 5th gen                                                     | RDNA                                  | RDNA 2                                |         |
| Тип                               | Fixed pipeline    | Fixed pipeline    | Fixed pipeline    | Fixed pipeline    | Fixed pipeline    | Fixed pipeline    | Програмовані конвеєри пікселів і вершин | Програмовані конвеєри пікселів і вершин | Програмовані конвеєри пікселів і вершин | Програмовані конвеєри пікселів і вершин | Уніфікована шейдерна архітектура | Уніфікована шейдерна архітектура | Уніфікована шейдерна архітектура | Уніфікована шейдерна архітектура   | Уніфікована шейдерна архітектура   | Уніфікована шейдерна архітектура | Уніфікована шейдерна архітектура                                | Уніфікована шейдерна архітектура                                | Уніфікована шейдерна архітектура                                | Уніфікована шейдерна архітектура                                | Уніфікована шейдерна архітектура      | Уніфікована шейдерна архітектура      |         |
| Direct3D                          | Н/Д               | Н/Д               | 5.0               | 6.0               | 6.0               | 7.0               | 8.1                                     | 9.0 11 (9_2)                            | 9.0b 11 (9_2)                           | 9.0c 11 (9_3)                           | 10.0 11 (10_0)                   | 10.1 11 (10_1)                   | 10.1 11 (10_1)                   | 11 (11_0)                          | 11 (11_0)                          | 11 (11_1) 12 (11_1)              | 11 (12_0) 12 (12_0)                                             | 11 (12_0) 12 (12_0)                                             | 11 (12_0) 12 (12_0)                                             | 11 (12_1) 12 (12_1)                                             | 11 (12_1) 12 (12_1)                   | 11 (12_1) 12 (12_2)                   |         |
| Shader model                      | Н/Д               | Н/Д               | Н/Д               | Н/Д               | Н/Д               | Н/Д               | 1.4                                     | 2.0+                                    | 2.0b                                    | 3.0                                     | 4.0                              | 4.1                              | 4.1                              | 5.0                                | 5.0                                | 5.1                              | 5.1 6.3                                                         | 5.1 6.3                                                         | 5.1 6.3                                                         | 6.4                                                             | 6.4                                   | 6.5                                   |         |
| OpenGL                            | Н/Д               | Н/Д               | Н/Д               | 1.1               | 1.2               | 1.3               | 1.3                                     | 2.1                                     | 2.1                                     | 2.1                                     | 3.3                              | 3.3                              | 3.3                              | 4.5 (на Linux: 4.5 (Mesa 3D 21.0)) | 4.5 (на Linux: 4.5 (Mesa 3D 21.0)) | 4.6 (на Linux: 4.6 (Mesa 20.0))  | 4.6 (на Linux: 4.6 (Mesa 20.0))                                 | 4.6 (на Linux: 4.6 (Mesa 20.0))                                 | 4.6 (на Linux: 4.6 (Mesa 20.0))                                 | 4.6 (на Linux: 4.6 (Mesa 20.0))                                 | 4.6 (на Linux: 4.6 (Mesa 20.0))       | 4.6 (на Linux: 4.6 (Mesa 20.0))       |         |
| Vulkan                            | Н/Д               | Н/Д               | Н/Д               | Н/Д               | Н/Д               | Н/Д               | Н/Д                                     | Н/Д                                     | Н/Д                                     | Н/Д                                     | Н/Д                              | Н/Д                              | Н/Д                              | Н/Д                                | Н/Д                                | 1.0 (Win 7+ або Mesa 17+)        | 1.2 (Adrenalin 20.1, Linux Mesa 20.0)                           | 1.2 (Adrenalin 20.1, Linux Mesa 20.0)                           | 1.2 (Adrenalin 20.1, Linux Mesa 20.0)                           | 1.2 (Adrenalin 20.1, Linux Mesa 20.0)                           | 1.2 (Adrenalin 20.1, Linux Mesa 20.0) | 1.2 (Adrenalin 20.1, Linux Mesa 20.0) |         |
| OpenCL                            | Н/Д               | Н/Д               | Н/Д               | Н/Д               | Н/Д               | Н/Д               | Н/Д                                     | Н/Д                                     | Н/Д                                     | Н/Д                                     | Close to Metal                   | Close to Metal                   | 1.1                              | 1.2                                | 1.2                                | 1.2                              | 2.0 (Adrenalin драйвер на Win7+) (1.2 на Linux, 2.1 з AMD ROCm) | 2.0 (Adrenalin драйвер на Win7+) (1.2 на Linux, 2.1 з AMD ROCm) | 2.0 (Adrenalin драйвер на Win7+) (1.2 на Linux, 2.1 з AMD ROCm) | 2.0 (Adrenalin драйвер на Win7+) (1.2 на Linux, 2.1 з AMD ROCm) | 2.0                                   | 2.1                                   |         |
| HSA / ROCm                        | Н/Д               | Н/Д               | Н/Д               | Н/Д               | Н/Д               | Н/Д               | Н/Д                                     | Н/Д                                     | Н/Д                                     | Н/Д                                     | Н/Д                              | Н/Д                              | Н/Д                              | Н/Д                                | Н/Д                                | Так                              | Так                                                             | Так                                                             | Так                                                             | Так                                                             | ?                                     | ?                                     |         |
| Декодування відео ASIC            | Н/Д               | Н/Д               | Н/Д               | Н/Д               | Н/Д               | Н/Д               | Н/Д                                     | Н/Д                                     | Н/Д                                     | Н/Д                                     | Avivo/UVD                        | UVD+                             | UVD 2                            | UVD 2.2                            | UVD 3                              | UVD 4                            | UVD 4.2                                                         | UVD 5.0 або 6.0                                                 | UVD 6.3                                                         | UVD 7                                                           | VCN 2.0                               | VCN 3.0                               |         |
| Кодування відео ASIC              | Н/Д               | Н/Д               | Н/Д               | Н/Д               | Н/Д               | Н/Д               | Н/Д                                     | Н/Д                                     | Н/Д                                     | Н/Д                                     | Н/Д                              | Н/Д                              | Н/Д                              | Н/Д                                | Н/Д                                | VCE 1.0                          | VCE 2.0                                                         | VCE 3.0 або 3.1                                                 | VCE 3.4                                                         | VCE 4.0                                                         | VCN 2.0                               | VCN 3.0                               |         |
| Fluid Motion ASIC                 | Ні                | Ні                | Ні                | Ні                | Ні                | Ні                | Ні                                      | Ні                                      | Ні                                      | Ні                                      | Ні                               | Ні                               | Ні                               | Ні                                 | Ні                                 | Ні                               | Так                                                             | Так                                                             | Так                                                             | Так                                                             | Ні                                    | Ні                                    |         |
| Power saving                      | ?                 | ?                 | ?                 | ?                 | ?                 | ?                 | ?                                       | ?                                       | ?                                       | ?                                       | PowerPlay                        | PowerPlay                        | PowerPlay                        | PowerPlay                          | PowerTune                          | PowerTune & ZeroCore Power       | PowerTune & ZeroCore Power                                      | PowerTune & ZeroCore Power                                      | PowerTune & ZeroCore Power                                      | PowerTune & ZeroCore Power                                      | ?                                     | ?                                     |         |
| TrueAudio                         | Н/Д               | Н/Д               | Н/Д               | Н/Д               | Н/Д               | Н/Д               | Н/Д                                     | Н/Д                                     | Н/Д                                     | Н/Д                                     | Н/Д                              | Н/Д                              | Н/Д                              | Н/Д                                | Н/Д                                | Н/Д                              | Через виділений ЦОС                                             | Через виділений ЦОС                                             | Через шейдери                                                   | Через шейдери                                                   | Через шейдери                         | ?                                     |         |
| FreeSync                          | Н/Д               | Н/Д               | Н/Д               | Н/Д               | Н/Д               | Н/Д               | Н/Д                                     | Н/Д                                     | Н/Д                                     | Н/Д                                     | Н/Д                              | Н/Д                              | Н/Д                              | Н/Д                                | Н/Д                                | Н/Д                              | 1 2                                                             | 1 2                                                             | 1 2                                                             | 1 2                                                             | 1 2                                   | 1 2                                   |         |
| HDCP                              | ?                 | ?                 | ?                 | ?                 | ?                 | ?                 | ?                                       | ?                                       | ?                                       | ?                                       | ?                                | ?                                | ?                                | ?                                  | ?                                  | ?                                | 1.4                                                             | 1.4                                                             | 1.4 2.2                                                         | 1.4 2.2                                                         | 1.4 2.2 2.3                           | ?                                     |         |
| PlayReady                         | Н/Д               | Н/Д               | Н/Д               | Н/Д               | Н/Д               | Н/Д               | Н/Д                                     | Н/Д                                     | Н/Д                                     | Н/Д                                     | Н/Д                              | Н/Д                              | Н/Д                              | Н/Д                                | Н/Д                                | Н/Д                              | Н/Д                                                             | Н/Д                                                             | 3.0                                                             | Ні                                                              | 3.0                                   | ?                                     |         |
| Підтримка екранів                 |                   |                   |                   |                   |                   | 1–2               | 2                                       | 2                                       | 2                                       | 2                                       | 2                                | 2                                | 2                                | 2–6                                | 2–6                                | 2–6                              | 2–6                                                             | 2–6                                                             | 2–6                                                             | 2–6                                                             | ?                                     | ?                                     |         |
| Макс. роздільна здатність дисплея | ?                 | ?                 | ?                 | ?                 | ?                 | ?                 | ?                                       | ?                                       | ?                                       | ?                                       | ?                                | ?                                | ?                                | 2–6 × 2560×1600                    | 2–6 × 2560×1600                    | 2–6 × 4096×2160 @ 60 Гц          | 2–6 × 4096×2160 @ 60 Гц                                         | 2–6 × 4096×2160 @ 60 Гц                                         | 2–6 × 5120×2880 @ 60 Гц                                         | 3 × 7680×4320 @ 60 Гц                                           | 7680×4320 @ 60 Гц PowerColor          | 7680×4320 @ 60 Гц PowerColor          |         |
| /drm/radeon                       |                   |                   |                   |                   |                   | Так               | Так                                     | Так                                     | Так                                     | Так                                     | Так                              | Так                              | Так                              | Так                                | Так                                | Так                              | Так                                                             | Н/Д                                                             | Н/Д                                                             | Н/Д                                                             | Н/Д                                   | Н/Д                                   |         |
| /drm/amdgpu h                     | Н/Д               | Н/Д               | Н/Д               | Н/Д               | Н/Д               | Н/Д               | Н/Д                                     | Н/Д                                     | Н/Д                                     | Н/Д                                     | Н/Д                              | Н/Д                              | Н/Д                              | Н/Д                                | Н/Д                                | Н/Д                              | Н/Д                                                             | Так                                                             | Так                                                             | Так                                                             | Так                                   | Так                                   | Так     |

1. ↑  The Radeon 100 Series has programmable pixel shaders, but do not fully comply with DirectX 8 or Pixel Shader 1.0. See article on R100's pixel shaders.
2. ↑  R300, R400 and R500 based cards do not fully comply with OpenGL 2+ as the hardware does not support all types of non-power of two (NPOT) textures.
3. ↑  OpenGL 4+ compliance requires supporting FP64 shaders and these are emulated on some TeraScale chips using 32-bit hardware.
4. 1 2 3  The UVD and VCE were replaced by the Video Core Next (VCN) ASIC in the Raven Ridge APU implementation of Vega.
5. ↑  Video processing ASIC for video frame rate interpolation technique. In Windows it works as a DirectShow filter in your player. In Linux, there is no support on the part of drivers and / or community.
6. 1 2  To play protected video content, it also requires card, operating system, driver, and application support. A compatible HDCP display is also needed for this. HDCP is mandatory for the output of certain audio formats, placing additional constraints on the multimedia setup.
7. ↑  More displays may be supported with native DisplayPort connections, or splitting the maximum resolution between multiple monitors with active converters.
8. ↑  DRM (Direct Rendering Manager) is a component of the Linux kernel. Support in this table refers to the most current version.

## Відгуки
Багато рецензентів високо оцінили продуктивність RX 480 8GB, коли оцінювали її на момент її релізної ціни в 239 доларів. У Tech Report зазначено, що RX 480 є найшвидшою картою в сегменті $200 на момент її запуску. HardOCP дав цій картці срібну нагороду за вибором редакції. PC Perspective присудила йому золоту нагороду PC Perspective.

### Порушення ліміту потужності PCI Express референтної карти RX 480
Деякі рецензенти виявили, що AMD Radeon RX 480 порушує специфікації енергоспоживання PCI Express, що дозволяє використовувати максимум 75 Вт (66 Вт, 12 В) із слота PCI Express материнської плати. Кріс Анджеліні з Tom's Hardware помітив, що під час стрес-тесту він може споживати в середньому до 90 Вт від слота і 86 Вт при типовому ігровому навантаженні. Пікове споживання може становити до 162 Вт і 300 Вт разом із блоком живлення в ігровому навантаженні. TechPowerUp підтвердив ці результати, зазначивши, що він також може споживати до 166 Вт від джерела живлення, що перевищує межу в 75 Вт для 6-контактного роз'єму живлення PCI Express. Райан Шроут з PC Perspective провів наступний тест після інших звітів і виявив, що його зразок для огляду споживає 80-84 Вт від материнської плати на стандартній швидкості, а інші 12-вольтові контакти живлення інших слотів PCI Express забезпечують лише 11,5 В. під час навантаження на його материнську плату Asus ROG Rampage V Extreme. Він не турбувався про падіння напруги через допуск напруги в специфікації в 8%, але зазначив можливі проблеми в системах, де кілька розігнаних карт RX 480 працюють у режимі quad CrossFire, або в материнських платах, які не розраховані на високі струми, наприклад як бюджетні, так і старіші моделі.
AMD випустила драйвер, який перепрограмує модуль регулятора напруги, щоб споживати менше енергії від материнської плати, дозволяючи енергоспоживанню материнської плати відповідати специфікації PCI Express. Хоча це погіршує надлишок на 6-контактному роз’ємі живлення, це порушення не викликає особливого занепокоєння, оскільки ці роз’єми мають більший запас безпеки у своїй номінальній потужності. Кількість енергії, що споживається від роз'єму, залежить від нещодавно введеного в драйвері «режиму сумісності». Коли ввімкнено, режим сумісності зменшує загальне споживання електроенергії картою, дозволяючи обом джерелам живлення працювати ближче до своїх номінальних параметрів. Стандартний режим дає практично незмінну продуктивність, тоді як режим сумісності призводить до зниження продуктивності в межах похибки контрольних показників. Деякі карти RX 480, розроблені партнерами AMD, мають 8-контактний роз'єм живлення, який може забезпечити більшу потужність, ніж стандартна конструкція.